# Władca much
Władca much (ang. Lord of the Flies) – powieść angielskiego pisarza, laureata nagrody Nobla, Williama Goldinga, która w alegoryczny sposób mówi o upadku kultury stworzonej przez człowieka. Książka opisuje grupę chłopców, ocalałych z katastrofy samolotu na bezludnej wyspie, których próby zorganizowania własnych rządów i społeczności mają katastrofalne konsekwencje. Władca much, wydany w 1954 roku, był pierwszą powieścią Goldinga i wszedł na stałe do kanonu najważniejszych powieści XX wieku, a w 2005 roku książka znalazła się na liście stu najlepszych anglojęzycznych powieści powstałych od 1923 roku, ogłoszonej przez tygodnik Time . Książka była dwukrotnie ekranizowana: w 1963 i 1990 roku.
Tytuł odnosi się do hebrajskiego imienia demona Belzebuba (בעל זבוב, Baal-Zevuv – pan much), używanego także jako jedno z określeń szatana, którego w powieści obrazuje wbita na kij głowa dzikiej świni. W Biblii Beelzebub to demon uważany za boga pychy i wojny.

## Geneza powieści
Władca much był debiutem literackim Goldinga. Ukazał się w 1954 roku, a inspiracją dla powieści była Wyspa koralowa – przygodowa książka R.M. Ballantyne'a z 1857 roku, którą autor czytywał swoim dzieciom. Dwaj główni bohaterowie Goldinga noszą te same imiona co u Ballantyne’a – Ralph i Jack. W przeciwieństwie jednak do optymistycznej wizji, w której chłopcy po katastrofie statku żyją zgodnie i pokonują zagrożenia, Golding ukazał brutalną rzeczywistość: dzieci, pozbawione nadzoru dorosłych i społecznych norm, szybko pogrążają się w chaosie. Powieść powstała jako świadoma, krytyczna odpowiedź na romantyczny model, ujawniając mroczną stronę ludzkiej natury .
Inspiracją były także wojenne doświadczenia Goldinga jako oficera marynarki. Druga wojna światowa skłoniła go do refleksji nad ludzką skłonnością do przemocy. Powieść powstała w atmosferze powojennego lęku przed  zagładą nuklearną i ukazuje bezlitosną prawdę o naturze człowieka, znajdując potwierdzenie we współczesnych eksperymentach psychologicznych . W 1980 roku, w programie „The South Bank Show”, Golding wspominał, że to wiedza o zbrodniach nazistów uświadomiła mu, iż każdy człowiek, w odpowiednich warunkach, może stać się sprawcą zła. To doświadczenie głęboko zmieniło jego pogląd na ludzką naturę i osłabiło wiarę w polityczne idee .
Władca much powstawał w latach 1951–1953 pod roboczym tytułem Strangers from Within (Obcy z wnętrza). Golding pisał rękopis odręcznie, w zeszytach ćwiczeń, podczas pracy w Bishop Wordsworth School w Salisbury – często także podczas lekcji. Niektórym uczniom zlecał liczenie słów. Gotowy maszynopis wysłał do dziewięciu wydawnictw – wszystkie go odrzuciły .
Egzemplarz trafił w końcu do wydawnictwa Faber & Faber, nosząc wyraźne ślady wcześniejszych odmów. Pierwsza recenzentka, Jan Perkins, odrzuciła tekst jako nieinteresujący i absurdalny . Dopiero początkujący redaktor Charles Monteith dostrzegł jego potencjał i przekonał wydawnictwo do zakupu tekstu za £60. Uznano, że pierwotny tytuł nie jest wystarczająco sugestywny. Spośród kilku propozycji wybrano tytuł Władca much, zaproponowany przez redaktora Alana Pringle’a i zaakceptowany przez autora  . Na etapie redakcji Monteith zasugerował znaczne skróty. W rezultacie Golding usunął wszystkie odniesienia religijne i sugestie nadprzyrodzoności  . Dzięki zaangażowaniu Monteitha jako redaktora kreatywnego powieść zyskała formę, która przesądziła o jej powodzeniu . 

## Fabuła

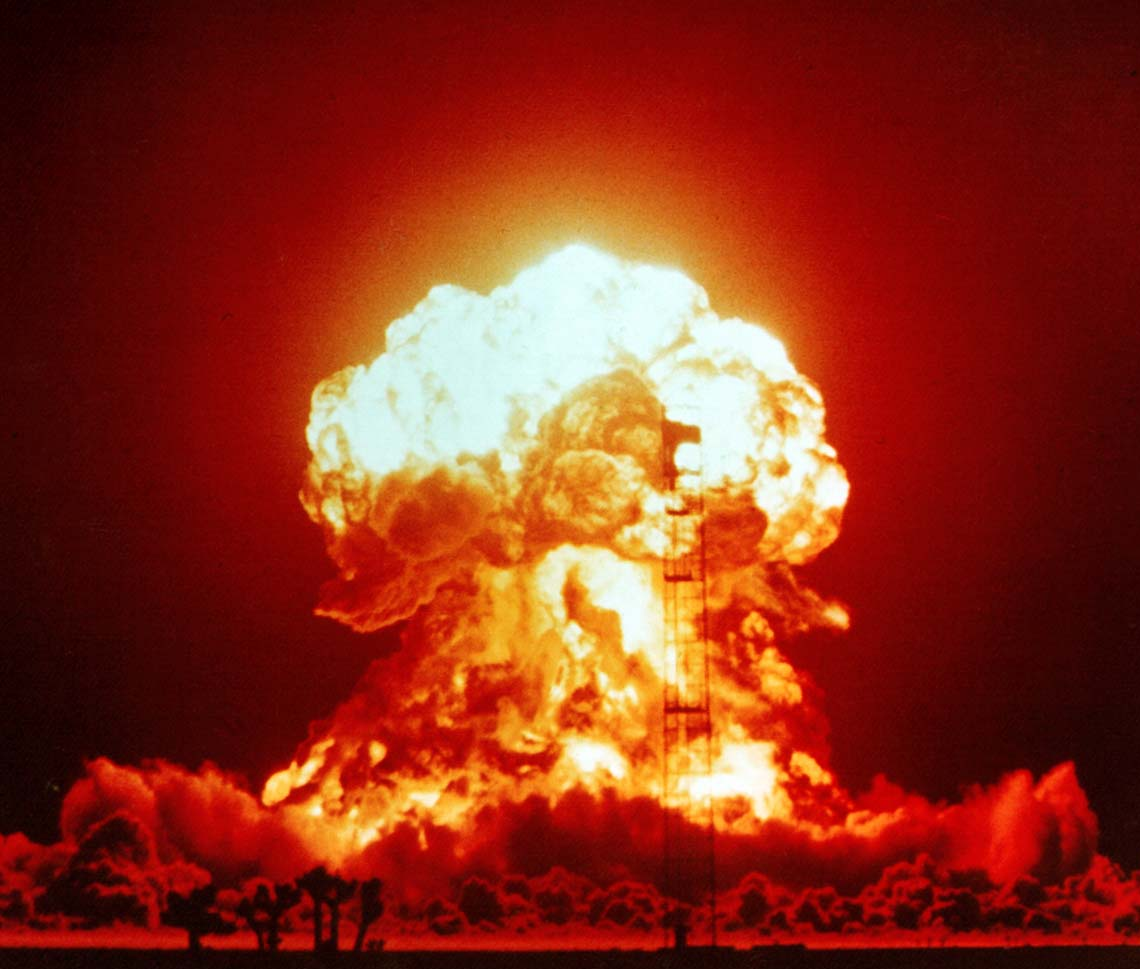
Istotnym, choć ledwie zarysowanym w powieści, tłem dla wydarzeń jest bliżej nieokreślony konflikt nuklearny.

Podczas bliżej niesprecyzowanej wojny nuklearnej, samolot ewakuujący z  Londynu grupę chłopców rozbija się na niezamieszkanej przez ludzi tropikalnej wyspie. Dwóch ocalałych chłopców, Ralph i Prosiaczek, odnajduje w wodzie przy brzegu egzotyczną muszlę. Ralph dmie w konchę, na jej odgłos schodzi się więcej dzieci, które przeżyły katastrofę, wśród nich Jack ze swoim, zdyscyplinowanym niczym wojsko, chórem szkolnym. Okazuje się, że nikt z dorosłych nie przeżył. Chłopcy organizują pierwsze zgromadzenie, na którym Ralph zostaje wybrany na przywódcę. Nowy wódz za najważniejszą rzecz uznaje podtrzymanie ognia, sygnału dla ekip ratunkowych. Jack i jego chór deklaruje się podtrzymywać ogień. Pierwsze ognisko, rozpalone przy użyciu okularów Prosiaczka powoduje pożar. Choć ogień nie rozprzestrzenia się daleko, po jego wygaśnięciu, brakuje wśród chłopców jednego malucha. 
Z czasem chór Jacka przekształca się w drużynę myśliwych, którzy polują na zamieszkujące wyspę dzikie świnie. Pierwszy sukces łowiecki zostaje osiągnięty kosztem porzucenia ogniska przez jego strażników i wygaszenia ognia. Zdarzenie to zbiega się z pojawieniem się na horyzoncie statku, który mija wyspę nieświadomy jej małoletnich mieszkańców. Te wypadki zaostrzają, tlący się dotąd, konflikt między dwoma przywódcami, Ralphem a Jackiem.
Choć wyspa jest dla chłopców bezpieczna, to szczególnie wśród najmłodszych dzieci, pojawiają się lęki i strach przed ukrytym w jej głębi potworem. Obawy te nasila pewien zbieg okoliczności. Na wzgórze, gdzie chłopcy palą ogień, po nocnej walce w powietrzu, spada, katapultowany z zestrzelonej maszyny, martwy lotnik. Zostaje on wzięty przez strażników ogniska za potwora, porzucają oni swój posterunek i alarmują pozostałych. Podjęta wyprawa wywiadowcza potwierdza wersję strażników. Niesnaski prowadzą do rozbicia wspólnoty: chłopcy zgromadzeni wokół Jacka odchodzą, by polować, ci którzy pozostali, podtrzymują rozpalone na plaży ognisko. Jeden z chłopców, Simon, wędrując samotnie po wyspie, odkrywa prawdę o rzekomym potworze. Gdy biegnie z tą informacją do pozostałych, odbywa się właśnie uczta i fetowanie kolejnego sukcesu łowieckiego. Trwa transowy taniec myśliwych: Simon w ferworze zabawy zostaje wzięty za bestię i zabity przez chłopców w rytualnym odtwarzaniu wydarzeń polowania. 
Po uczcie większość chłopców opuszcza Ralpha i przyłącza się do Jacka, który przenosi się do Skalnego Zamku, naturalnej fortecy na cyplu wyspy. Ponieważ myśliwym potrzebny jest ogień, kradną okulary, pozostałemu przy Ralfie, Prosiaczkowi. Ralph i Prosiaczek zabierają konchę i wybierają się do Skalnego Zamku, aby rozpocząć negocjacje z Jackiem. Myśliwy nie chce jednak paktów; każe zrzucić na przybyszy głaz, który zabija Prosiaczka i niszczy trzymaną przezeń konchę. Ralph musi ratować się ucieczką. Następnego dnia rozpoczynają się łowy na uciekiniera. Aby wykurzyć go z gęstwiny, myśliwi podkładają ogień. Zajmuje się niemal cała wyspa. Ralph, uciekając, dostaje się na plażę, gdzie natrafia na dorosłego człowieka – oficera marynarki, który pojawił się tu, gdyż pożar wyspy zwrócił uwagę przepływającego nieopodal okrętu.

## Analiza

### Tematyka
Powieść powstała w pierwszych latach zimnej wojny, jej akcja toczy się podczas nieokreślonego konfliktu nuklearnego. Chłopcy, których działania są tematem tej historii, są uczniami brytyjskich szkół: znajdują się wśród nich zwykli uczniowie w wieku od kilku do kilkunastu lat, ale także świetnie zorganizowany, dowodzony przez Jacka chór, ubrany w jednakowe peleryny. Powieść opisuje ich stopniowe pogrążanie się w barbarzyństwie, kontrastując w ten sposób z wymową innych książek głoszących ciągły rozwój ku pełniejszym formom ludzkiej natury, jak miało to miejsce np. w Koralowej Wyspie (1857) Roberta Michaela Ballantyne'a, Dwóch latach wakacji (1888) Juliusza Verne’a. Choć obie książki były niewątpliwą inspiracją dla Goldinga, to w przeciwieństwie do XIX-wiecznego optymizmu autorów, Golding – świadek historii XX wieku – rozwiewa złudzenia o, z gruntu dobrej, naturze człowieka. Dzieci z dobrych domów, pozostawione same z dala od cywilizacji w rajskim krajobrazie, zatracają stopniowo ludzkie odruchy. Ze względu na przesłanie płynące z książki, można ją określić mianem dystopii.
Na poziomie alegorycznym głównym tematem jest konflikt pomiędzy dążeniem do cywilizacji, harmonijnej i pokojowo rządzonej według ustalonych reguł, a Nietzscheańską wolą mocy, która nie toleruje sprzeciwu słabszych. W powieści Goldinga można również odnaleźć opis napięć powstających pomiędzy indywidualną jednostką a zbiorowością, wykazującą syndrom grupowego myślenia, między racjonalną i emocjonalną reakcją na sytuację oraz pomiędzy moralnością a niemoralnością. Powieść pokazuje, jak do tego typu napięć dochodzi i jak ludzie podlegają ich wpływom ,
Ze względu na kontrowersyjny pogląd autora w kwestii natury ludzkiej powieść znajduje się na liście stu tytułów, których usunięcia z amerykańskich bibliotek najczęściej domagają się czytelnicy .

### Alegoria społeczeństwa i mechanizmy władzy

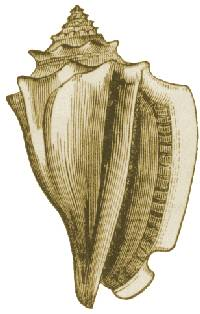
Koncha jest w książce symbolem demokracji i równości.

Powieść Goldinga opisuje mechanizmy społeczne, pokazuje degradację wartości, która umożliwia narodziny tyranii. Proces ten czytelnik obserwuje na przykładzie mikrokosmosu, jakim jest wyspa. Starsi chłopcy reprezentują tu klasę rządzącą, podzieloną na różne frakcje. Maluchy to społeczeństwo, które staje się kartą przetargową w sporach elit .
- Ralph – na wyspie Ralph dość szybko staje się wodzem, stanowisko to zdobywa w drodze głosowania. Za główny cel uznaje podtrzymywanie ognia, który, jak wierzy, zwiększa szanse chłopców na ich znalezienie przez dorosłych; on też organizuje przestrzeń życia: buduje chaty na skraju plaży oraz organizuje miejsca zgromadzeń. Posiada wiele cech dobrego przywódcy, wie kiedy i o czym można mówić (tej zdolności brakuje Prosiaczkowi). Gdy na wzgórzu pojawia się martwy lotnik ze spadochronem, Ralph ocenia sytuację racjonalnie i hamuje panikę wśród młodszych chłopców. W najbardziej napiętych sytuacjach stara się zachować zimną krew, analizując logicznie sytuację, pertraktując, dążąc do kompromisu. Nie unika odpowiedzialności, gdy chłopcy postanawiają zbadać Skalny Zamek, obejmuje przywództwo nad wyprawą, choć sam boi się ukrytego tam „zwierza”. Ralph symbolizuje rozsądną, demokratyczną władzę, logikę, porządek i cywilizację[13] .
- Prosiaczek – Prosiaczek jest głównym doradcą Ralpha, jego przyjacielem, który jednak zawsze zostaje w cieniu. Nikt nie zna jego prawdziwego imienia. Reprezentuje inteligencję i rozsądek, potrafi sobie radzić tylko otoczony przez ludzką cywilizację, bez niej staje się słaby. Prosiaczek-racjonalista konsekwentnie odmawia racji tym, którzy wierzą w istnienie duchów i potworów. Jest autorem wielu pomysłów, które Ralph wciela w życie. Prosiaczek jest nieużyteczny przy praktycznych przedsięwzięciach, za to jego okulary – narzędzie stworzone przez naukę, umożliwiają chłopcom rozpalenie ognia, który może być pierwszym krokiem do postępu i rozwoju. Włosy Prosiaczka nigdy nie odrastają tak, jak u innych chłopców, którzy z powodu fryzury stają się dzicy nie tylko wewnętrznie, ale i z wyglądu. Znikomy wpływ Prosiaczka na pozostałych chłopców, brak aktywności w działaniach grupy, słabe zdrowie (astma, problemy ze wzrokiem, nadwaga) oznaczają ograniczony wpływ sił rozumu na społeczność. Upadek wartości reprezentowanych przez Prosiaczka rozpoczyna się wraz ze stłuczeniem przez Jacka jego okularów, potem przez ich kradzież, po której Prosiaczek staje się całkowicie bezbronny. Pod Skalnym Zamkiem wzywa chłopców do przywrócenia porządku na wyspie. Wraz z jego śmiercią (jednoczesną z unicestwieniem konchy) giną ostatnie pozytywne wartości, a cała wyspa pogrąża się w chaosie[11] .
- Koncha – koncha wyróżnia Ralpha jako przywódcę, wprowadza na zebraniach ład, staje się istotnym narzędziem demokracji i równości praw. Jej dźwięk gromadzi rozproszonych po wypadku chłopców, później na ten sygnał wszyscy schodzą się na zgromadzenia. Ralph zostaje wybrany na przywódcę, ponieważ to on przy jej pomocy zebrał wszystkich. Zgodnie z wprowadzoną zasadą podczas obrad może wypowiadać się tylko ten, kto trzyma konchę w ręku, a prawo głosu ma każdy. Znaczenie konchy maleje wraz z odrzuceniem praworządności przez Jacka i jego myśliwych. Do konchy najbardziej przywiązany jest Prosiaczek, on pilnuje podczas zebrań, by prawo głosu było przestrzegane, on też inicjuje wyprawę z konchą pod Skalny Zamek, by nie tylko odzyskać okulary, ale też ratować społeczność. Koncha – symbol praworządności i demokracji – ginie razem z Prosiaczkiem, od tej pory na wyspie rządzi terror, wprowadzony przez Jacka[11] .
- Jack – Jack uosabia najgorsze strony ludzkiej natury, która nie ograniczana przez społeczeństwo, ujawnia się w całej okazałości. To dyktator, który kontroluje, a nie przewodzi. Zyskuje popularność, gdyż odwołuje się do pierwotnych pragnień i instynktów. Poklask zdobywa poprzez manifestowanie swojej mocy, łamiąc ustalone prawa, dowodzi, że znajduje się ponad nimi. Wykorzystuje lęki dzieci przed „zwierzem”, podając się za tego, który może je ochronić i ułaskawić bestię. Obiecuje mięso. Odciąga większość chłopców od Ralpha i tworzy osobną grupę, opartą nie na demokracji, lecz na ślepym posłuszeństwie, popartym przemocą i torturami. Jego podwładni tracą swoją tożsamość, poprzez malowanie na twarzy maski stają się bezimiennymi, dzikimi wojownikami. Zarządzone przez niego polowanie na Ralpha doprowadza do pożogi całej wyspy. Autorytatywny model sprawowania władzy Jacka, oparty na strachu, wygrywa z demokratycznym dążeniem do konsensusu Ralpha[13] .
- Roger – jest prawą ręką Jacka, u jego boku przyjmuje funkcję kata. Staje się mordercą Prosiaczka, wraz z którym niszczy konchę – symbol praworządności. Bez pomocy Rogera, reżim wprowadzony przez Jacka, nie byłby tak przerażający i skuteczny. Początkowo ograniczany przez krępujące go tabu i normy społeczne, Roger z czasem odkrywa, że jest bezkarny, jego pozycja rośnie niepostrzeżenie wraz z utratą przez społeczność poczucia ładu. Jest ucieleśnieniem brutalnej, bezrozumnej przemocy, sadystycznych skłonności drzemiących w człowieku. Golding przyrównuje tę postać do Hitlera[14].

### Nawiązania biblijne

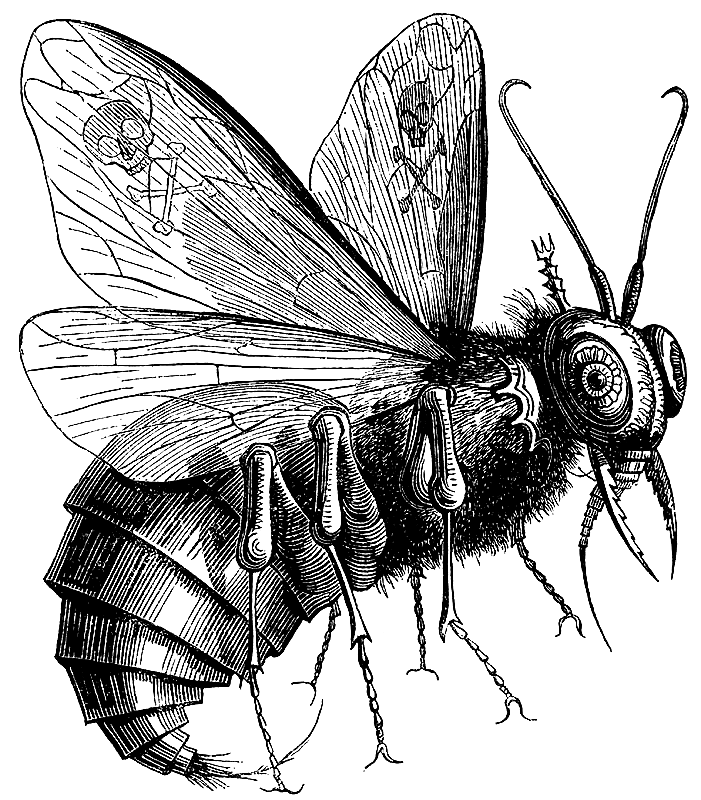
XIX-wieczne wyobrażenie Belzebuba w Słowniku wiedzy tajemnej Collina de Plancy

Golding nie daje w powieści wprost wskazówek, co do biblijnych sensów w niej zawartych, funkcjonują one raczej jako subtelne aluzje. Są obecne przede wszystkim w postaci Simona, który, reprezentując dobro, stawia czoła rodzącemu się na wyspie złu.
- Władca Much – tytułowy Władca Much to głowa upolowanej maciory, odcięta przez Jacka i nadziana na kij. W ten sposób dzieci oddają hołd „zwierzowi”. Określenie „władca much” to tłumaczenie z hebrajskiego imienia demona Belzebuba, utożsamianego niekiedy z szatanem. W powieści, ze względu na roje much, które otaczają rozkładające się ścierwo, nazwa ta nabiera dosłowności. Władca Much jest fizyczną manifestacją zła istniejącego w chłopcach. Wizyjna scena kuszenia Simona i jego rozmowa ze świńską głową przywołuje skojarzenia ze słynnymi biblijnymi obrazami nakłaniania do grzechu: kuszeniem Ewy w raju i Chrystusa na pustyni. Władca Much posługuje się typowymi dla szatana metodami: najpierw zachęca chłopca do przyłączenia się do organizowanej na plaży uczty, gdy to nie skutkuje grozi, że jeśli Simon nie będzie mu posłuszny – zginie[15].
- Simon – Simon to symbol miłości[16], postać wzorowana na osobie Chrystusa. On jeden wykazuje się pełną empatią, pomaga przy wszystkich pracach, dzieli się z maluchami owocami, które zebrał. Chłopcy którzy widzieli martwego lotnika, a byli opanowani przez strach, są przekonani, że widzieli potwora. Jedynie Simon, w którym nie ma lęku, może poznać prawdę[17]. Jednak gdy chce przekazać innymi, że „bestia” nie istnieje, zostaje podczas rytualnego tańca wojowników sam wzięty za „zwierza” i zabity. W zabójczym tańcu biorą udział wszyscy chłopcy, nawet Ralph i Prosiaczek, którzy przybyli zwabieni na ucztę kawałkiem smażonego mięsa[18]. Simon – jak Chrystus – poświęca się dla innych, a prawda, którą chce im przekazać, zostaje odrzucona. Ciało Simona nie zostanie później znalezione przez chłopców, zabierze je przypływ, podobnie jak w biblijnej historii, gdy odkryto, że grób Jezusa jest pusty.
- Eden i strata niewinności – pisarz przywołuje w powieści koncepcję grzechu pierworodnego, naturalnej skazy na duszy człowieka[19]. W krajobrazie tropikalnej wyspy (ogród Eden[20]) czytelnik obserwuje, jak chłopcy stopniowo tracą swoją dziecięcą niewinność. Proces ten symbolizuje polana, na którą lubi wykradać się Simon. Podczas kolejnej wizyty w swoim ustroniu chłopiec odkrywa tu świńską głowę złożoną „bestii” w ofierze przez Jacka i jego myśliwych – w rajskim ogrodzie pojawia się zło. Początkowo dzieci zachowują się wzorowo, z czasem zmieniają się w żądnych krwi barbarzyńców, którym nie zależy na powrocie do cywilizacji[11] . Ocalony przez oficera, Ralph płacze nad własną niewinnością, którą stracił, i nad złem, które tkwi w człowieku[16].

## Odbiór
W Polsce pozycja była lekturą szkolną (uzupełniającą) dla szkół średnich (technikum, liceum zawodowe i ogólnokształcące) w latach 1991–1999.

## Adaptacje
Władca much doczekał się dwóch adaptacji filmowych:
- Film Petera Brooka zrealizowany w 1963 roku.
- Film Harry’ego Hooka zrealizowany w 1990 roku.